# پولسک
شهر پولسک (به روسی: Полесск) در کشور روسیه و در اوبلاست کالینینگراد واقع شده‌است.